# Мілан Голечек
Мілан Голечек (чеськ. Milan Holeček; нар. 23 жовтня 1943) — колишній чеський тенісист.
Найвищу одиночну позицію світового рейтингу — 71 місце досяг 19 квітня 1974, парну — 94 місце — 1 березня 1976 року.
Здобув 1 одиночний титул.
Найвищим досягненням на турнірах Великого шолома було 4 коло в одиночному розряді.

## Фінали за кар'єру (відкрита ера)

### Одиночний розряд (1–1)
| Результат | W–L | Дата | Турнір           | Покриття   | Суперник    | Рахунок       |
| --------- | --- | ---- | ---------------- | ---------- | ----------- | ------------- |
| Поразка   | 0–1 | 1969 | Кінгстон, Ямайка | Тверде (i) | Томас Кош   | 2–6, 3–6      |
| Перемога  | 1–1 | 1971 | Пенсакола, США   | Тверде (i) | Нікола Шпер | 4–6, 6–3, 6–3 |

### Одиночний розряд (2–1)
| Результат | W–L | Дата | Турнір                     | Покриття | Суперники   | Суперники                  | Рахунок       |
| --------- | --- | ---- | -------------------------- | -------- | ----------- | -------------------------- | ------------- |
| Перемога  | 1–0 | 1968 | Гамбург, Західна Німеччина | Ґрунт    | Ян Кодеш    | Джон Ньюкомб Тоні Роч      | 6–4, 6–4, 7–5 |
| Перемога  | 2–0 | 1971 | Х'юстон, США               | Ґрунт    | Онні Парун  | Том Едлефсен Френк Фролінг | 1–6, 7–6, 6–4 |
| Поразка   | 1–2 | 1975 | Мюнхен, Західна Німеччина  | Ґрунт    | Карл Майлер | Войцех Фібак Ян Кодеш      | 5–7, 3–6      |